# Mindanaói legyezőfarok
A mindanaói legyezőfarok (Rhipidura superciliaris) a madarak osztályának verébalakúak (Passeriformes) rendjébe és a legyezőfarkú-félék (Rhipiduridae) családjába tartozó faj.

## Rendszerezése
A fajt Richard Bowdler Sharpe angol ornitológus írta le 1877-ben, a Hypothymis nembe Hypothymis superciliaris néven.

## Alfajai
- Rhipidura superciliaris apo (Hachisuka, 1930) - Mindanao egésze kivéve a nyugati részéket
- Rhipidura superciliaris superciliaris (Sharpe, 1877) - Mindanao nyugati része és Basilan[2]

## Előfordulása
A Fülöp-szigetekhez tartozó Mindanao szigetén honos. Természetes élőhelyei a szubtrópusi vagy trópusi síkvidéki esőerdők. Állandó, nem vonuló faj.

## Megjelenése
Testhossza 16 centiméter.

## Természetvédelmi helyzete
Az elterjedési területe nagyon nagy, egyedszáma pedig stabil. A Természetvédelmi Világszövetség Vörös listáján nem fenyegetett fajként szerepel.